# Greg Sorbara
Pour les articles homonymes, voir Sorbara.
Gregory (Greg) Sorbara (né le 4 septembre 1946 à Toronto) a été le ministre des Finances de l'Ontario au sein du gouvernement libéral de Dalton McGuinty. Il a démissionné le 11 octobre 2005 à la suite du déclenchement d'une enquête policière sur la firme de développement immobilier de sa famille mais fut reconduit dans ses fonctions le 23 mai 2006 après qu'un juge eut tranché qu'il n'y avait aucune raison d'inclure le nom de Sorbara sur le mandat de perquisition. Sorbara a représenté la circonscription de Vaughan–King–Aurora de 2001 à 2012.
Sobara appuie la candidature de l'ancien premier ministre néo-démocrate ontarien Bob Rae à l'investiture du Parti libéral du Canada en 2006.

## Carrière politique
Sorbara est d'abord élu à l'Assemblée législative de l'Ontario lors de l'élection générale de 1985 face au député progressiste-conservateur sortant William Hodgson dans York-Nord, une circonscription de la banlieue nord de Toronto. Sous David Peterson, les libéraux forment un gouvernement minoritaire à la suite de cette élection, et Sorbara est nommé ministre des Collèges et Universités et ministre de la Formation professionnelle le 26 juin 1985.
Il est réélu dans la circonscription redessinée de York-Centre lors de l'élection de 1987. Le 29 septembre 1987, il devient ministre du Travail et ministre délégué à la Condition féminine. À la suite d'un remaniement ministériel en 1989, il devient ministre de la Consommation et du Commerce.
En 1990, Sorbara s'oppose publiquement à la décision de Peterson de déclencher une élection anticipée après seulement deux ans et demi de mandat. Il fait valoir que le gouvernement devrait se présenter à nouveau devant l'électorat après que le cycle normal de quatre ans est complété et faire campagne sur un bilan complet. Ses arguments sont ignorés, et les libéraux sont défaits par le Nouveau Parti démocratique lors de l'élection qui s'ensuit. Sorbara est toutefois facilement réélu face au candidat néo-démocrate dans sa circonscription.
En 1992, Sorbara est candidat à la direction du Parti libéral et affirme que le parti avait perdu le contact avec sa base au cours des années Peterson. Bien qu'habituellement considéré comme étant de l'aile droite du Parti libéral, sa campagne met de l'avant des éléments de gauche autant que de droite, s'opposant aux lois du travail du NPD mais promettant également de s'attaquer à la pauvreté et l'itinérance en Ontario. Il appuie également l'interventionnisme du gouvernement en matière d'économie, affirmant que la croissance serait favorisée par un partenariat avec le secteur privé. Il termine troisième au premier tour, et demeure en troisième position jusqu'à ce qu'il se retire de la course après le quatrième tour. Il refuse de donner son appui à Murray Elston ou Lyn McLeod (la gagnante éventuelle) au cinquième tour, et il ne se présente pas à la réélection lors de l'élection de 1995.

## Retour politique
Sorbara appuie la candidature de Dalton McGuinty à la direction du parti lors du congrès d'investiture de 1996. Il n'est pas candidat lors de l'élection générale de 1999, mais il est élu président du parti en novembre de cette année. Il est réélu à l'Assemblée législative lors d'une élection partielle en 2001 dans la circonscription redessinée de Vaughan–King–Aurora, défaisant la candidate progressiste-conservatrice Joyce Frustaglio par près de 10 000 voix.
Le retour de Sorbara à l'Assemblée législative est perçu comme une victoire importante pour les libéraux. Le Parti progressiste-conservateur avait jusque-là dominé les circonscriptions des banlieues autour de Toronto (la « ceinture 905 », en référence au code régional téléphonique de la région). La victoire de Sorbara est une indication que les libéraux sont de nouveau en position de faire des gains dans cette région et sont désormais une menace pour le gouvernement progressiste-conservateur. Sorbara tient une place importante dans la campagne du Parti libéral lors de l'élection de 2003.

## Ministre des Finances
Les libéraux sont élus lors de l'élection de 2003, et Sorbara (lui-même réélu sans difficulté) est nommé au conseil des ministres en tant que ministre des Finances le 23 octobre. Sorbara est un conservateur économique modéré, bien qu'il appuie le principal général de l'interventionnisme gouvernemental et n'est pas un conservateur social.

### Premier budget
Le 18 mai 2004, Sorbara dépose le premier budget du gouvernement McGuinty. La pièce de résistance du budget est une nouvelle prime de santé très controversée, allant de 300 $ à 900 $ selon le revenu. C'est une violation flagrante d'une promesse électorale centrale à la campagne électorale des libéraux, qui avaient promis de ne pas hausser les impôts, et donne au nouveau gouvernement la réputation de ne pas respecter ses promesses. Les libéraux défendent la prime en faisant valoir le déficit budgétaire caché du gouvernement précédent, et McGuinty affirme qu'il n'a pas le choix de violer sa promesse sur les taxes et impôts afin de respecter ses autres promesses.
La prime de santé ontarienne a joué dans les premiers jours de l'élection fédérale canadienne de 2004, déclenchée une semaine après le budget de l'Ontario. Plusieurs considèrent que la controverse a causé de sérieux ennuis à la réélection du premier ministre libéral fédéral Paul Martin.
Autre controverse, le budget élimine le financement des services de santé non couverts par la Loi canadienne sur la santé, incluant les examens oculaires et la physiothérapie. Le budget inclut également un plan de quatre ans pour s'attaquer au déficit budgétaire laissé par le gouvernement conservateur précédent, l'immunisation gratuite pour les enfants, l'investissement en éducation et des investissements vers la réduction des temps d'attente pour les patients atteints de cancer, de maladies cardiaques et d'autres mesures de santé.

### Deuxième budget
Le 11 mai 2005, Sorbara dépose son deuxième budget. Le budget investit 6,2 milliards $ pour faciliter l'accessibilité aux études pour les étudiants à faible revenu avec des bourses et des prêts, tout en augmentant le nombre de places en études médicales et le nombre général des inscriptions.
Le budget rompt la promesse précédente des libéraux qui avaient juré d'équilibrer le budget en 2007-2008. Sorbara rajuste le tir et affirme que le budget sera plutôt équilibré l'année suivante, en 2008-2009. Sorbara prend également des mesures pour augmenter les dépenses en infrastructure en encourageant les pensions de retraite à investir dans la construction de nouvelles routes et de nouveaux hôpitaux.
Après un remaniement ministériel le 29 juin 2005, Sorbara devient également Président du Conseil de gestion du gouvernement.

### Controverse de conflit d'intérêts
Sorbara est embrouillé dans une affaire de conflit d'intérêts potentiel peu après sa nomination au conseil des ministres. En 2003, la Commission des valeurs mobilières de l'Ontario (CVMO) informe le ministre que Royal Group Technologies ferait l'objet d'une enquête de la CVMO. En tant qu'ancien directeur de Royal Group, Sorbara se retrouve en conflit d'intérêts puisque son ministère est également responsable de la CVMO. De plus, Sorbara ne pouvait pas consulter le Premier ministre sur le conflit d'intérêts car la Loi sur les valeurs mobilières de la province lui interdit d'informer quiconque de l'annonce imminente. Royal Groupe n'a pas annoncé l'enquête pendant près de deux mois.
Des appels se font entendre pour exiger la démission du ministre après la divulgation au public de l'information concernant l'enquête. Toutefois, Sorbara est acquitté de toute mauvaise conduite dans l'affaire par le commissaire à l'intégrité provincial en août 2004.

### Enquête policière
Le 11 octobre 2005, la police fait une descente dans les bureaux de Sorbara Group en lien avec l'enquête sur Royal Group Technologies. Aucune accusation n'est portée contre Sorbara ; toutefois, il démissionne de son poste de ministre le même jour.
Sorbara fait une brève déclaration sur la controverse. Il nie toute connaissance concernant les allégations contre lui, mais affirme qu'il est de sa responsabilité de renoncer à sa fonction de ministre jusqu'à la résolution éventuelle du dossier. Suivant l'annonce de Sorbara, Dwight Duncan est nommé ministre des Finances et Président du Conseil de gestion du gouvernement. Sorbara revient au conseil des ministres en mai 2006 après qu'un juge a tranché qu'il n'y avait aucune preuve pour justifier l'inclusion du nom de Sorbara sur un mandat de perquisition.

## Source
- (en) Cet article est partiellement ou en totalité issu de l’article de Wikipédia en anglais intitulé « Greg Sorbara » (voir la liste des auteurs).